# قایه‌کند
قایه‌کند (به لاتین: Qayakənd) یک منطقه مسکونی در جمهوری آذربایجان است که در شهرستان قوسار واقع شده است. قایه‌کند ۴۶۰ نفر جمعیت دارد.